# Palatalización en las lenguas romances
La palatalización en las lenguas romances abarca varios cambios de sonido históricos que causaron que las consonantes adquirieran una articulación palatal o una articulación secundaria, así como desarrollos adicionales, como la africación. Esto dio lugar a la creación de varios sonidos que no existían en el latín clásico, como los sonidos italianos [t͡s d͡z ʃ t͡ʃ d͡ʒ ɲ ʎ].
Ciertos tipos de palatalización afectaron a todas las lenguas romances y, en algunos casos, ya eran perceptibles en el latín tardío. Otros cambios solo afectaron a un subconjunto de lenguas y se conocen únicamente a partir de evidencia posterior. La palatalización no fue un solo evento, sino que ocurrió en varias ocasiones a lo largo del desarrollo de las lenguas romances, en distintos lugares y de diferentes formas.

## Definición
La palatalización, en sentido estricto, se refiere al cambio en punto de articulación de una consonante, como cuando la nasal alveolar [n] evoluciona a la nasal palatal [ɲ], o a un cambio en la articulación secundaria, como cuando [n] evoluciona a [nʲ] (aún alveolar, pero con el cuerpo de la lengua elevado hacia el paladar).
En la lingüística romance, la palatalización también se usa de manera más amplia para referirse a ciertos cambios de sonido que se asume que surgieron de una «verdadera» palatalización. Por ejemplo, el desarrollo del sonido latino [d] en hordeum al sonido [d͡z] en italiano orzo se denomina «palatalización», aunque el sonido resultante [d͡z] no sea palatal, ya que se pueden inferir etapas intermedias como *[dʲ], *[d͡zʲ].

## /Cj/
Las vocales anteriores latinas /e i/ evolucionaron a una aproximante palatal [j] cuando eran átonas y estaban seguidas de otra vocal, un cambio que ocurrió regularmente en el latín tardío. El sonido [j] resultante podía entonces palatalizar una consonante precedente. La modelización de este cambio como alofónica /Cj/ [Cʲ] o fonémica (/Cʲ/) es objeto de debate académico. Aquí se utiliza la representación /Cj/.
Además de la palatalización, el /j/ a menudo geminaba las consonantes precedentes. Por ejemplo, filius y vinea pueden reconstruirse con las pronunciaciones [ˈfiːl.ljus] y [ˈwiːn.nja], lo cual podría haber sido un modo de resolver las sílabas «antinaturales» [l.j] y [n.j]. En todo caso, cada secuencia /Cj/, excepto /sj/, muestra alguna evidencia de alargamiento en las lenguas romances.
Se ha argumentado que la palatalización de /Cj/ ocurrió en más de una ola, sobre la base de que en el romance occidental las vocales /ɛ ɔ/ no fueron afectadas por la metafonía cuando eran seguidas por /tj kj/ original, pero sí cuando eran seguidas por otras secuencias /Cj/. Esto implica que el elemento palatal de /tj kj/ original se perdió antes de que la metafonía comenzara a operar. Algunos ejemplos incluyen palabras en francés como force < *[ˈfɔrtsa] < fortia (sin metáfona) frente a hui < *[ˈu̯oje] < hodie (con metafonía).
En el romance balcánico, la palatalización de /Cj/ podría haber ocurrido más tarde e independientemente. Esto se ha sugerido con base en que en lenguas como el rumano, los resultados son los mismos para consonantes seguidas de /j/ original (del latín tardío), /j/ secundario (de la diptongación posterior) y la vocal /i/. Ejemplos en rumano incluyen puţ < puteum, ţară < *[ˈtjɛrra] < terram, y subţire < subtilem.

### /tj kj/

#### Evidencia temprana
La palatalización de /tj kj/ aparece ya en los siglos II-III d. C., en forma de errores ortográficos que intercambian ⟨ti⟩ y ⟨ci⟩ antes de una vocal, como en ⟨tribunitiae⟩ en lugar de tribuniciae, lo que refleja el desarrollo de /k/ en ese contexto a [c].
La africación de /tj/ también se puede datar en los siglos II-III d. C. La evidencia incluye el uso en inscripciones de ⟨tsi⟩ o ⟨tz⟩ en lugar de ⟨ti⟩, así como comentarios de gramáticos tardíos sobre la pronunciación de palabras con ⟨ti⟩ + vocal, incluyendo a Consencio (siglo V), Servio, Pompeyo (siglos V-VI), Papirio (probablemente el mismo que Papiriano, c. fines del siglo IV a principios del VI), e Isidoro (siglo VII).
La africación de /kj/ parece haber ocurrido más tarde que la de /tj/, posiblemente en los siglos VI-VII d. C. Existen reflejos no africados de /kj/ en algunos préstamos en el germánico occidental, por ejemplo en el alto alemán antiguo echol y en el sajón antiguo ekil 'acero' < aciarium, en el alto alemán medio bracke 'viga de madera' < brachium, y en el sajón antiguo wikkia 'vicia' < viciam. Los préstamos en albanés muestran una oclusiva palatal /c/ (escrita ⟨q⟩) como resultado tanto del latín /kj/ como de /k/ ante vocales frontales, mientras que /tj/ da como resultado /s/ o, a veces, /t͡s/ en el albanés. Ejemplos incluyen faqe 'mejilla' < faciem 'cara'; kumerq 'peaje, impuesto' < commercium 'comercio'; pus 'pozo, fuente' < puteum 'pozo'; y mars 'marzo' < martium 'marzo'. La evidencia de la africación de /kj/ incluye la ortografía ⟨judigsium⟩ para iudicium, que puede datarse en el siglo VI. Procopio, escribiendo en griego alrededor de 553-555, usa las grafías Μουτζιανικάστελλον (Moutzianikástellon) para muciani castellum y Λούτζολο (Loútzolo) para luciolum (De Aedificiis 4.4.3), lo cual sugiere que el latín /kj/ se había desarrollado a una africada. Por otro lado, escribe ⟨κ⟩ para el latín c ante una vocal frontal, como en Μαρκελλιανά (Markellianá) para marcelliana, lo cual sugiere que en ese momento /k/ no estaba africado en ese contexto.

#### Resultados en las lenguas romances
Todas las lenguas romances reflejan la palatalización del latín /tj kj/, que se puede reconstruir como una evolución hacia africadas y, más tarde, en algunas lenguas, hacia fricativas.
En toscano, corso y algunas lenguas retorromances, los resultados de /tj/ son africadas más anteriores (alveolares) que los resultados de /kj/, mientras que en otras variedades romances los resultados de /tj kj/ comparten el mismo lugar de articulación.
En rumano, /tj kj/ producen [t͡s] y a veces [t͡ʃ]. Según la investigadora Maria Iliescu, los distintos resultados en rumano divergen de la siguiente manera: /tj kj/ seguidos de /a/ y /o/ o /u/ en posición final dan como resultado [t͡s] (braț < bracchium), mientras que /tj kj/ seguidos de /o/ o /u/ en posición no final producen [t͡ʃ] (picior < petiolus).
En Cerdeña y el sur de Italia, el resultado original de /tj kj/ puede reconstruirse como [t͡s] or [tt͡s].
Existen explicaciones en competencia para el resultado [t͡s] de /kj/ en el romance occidental (y de manera similar para /k/ ante vocales frontales). Una teoría es que el resultado inicial fue [t͡ʃ] (o [tt͡ʃ]) que luego se despalatalizó a [t͡s]. (La idea de que este proceso necesariamente implique una etapa [t͡ʃ] es discutida). Otra teoría es que el /k/ en /kj/ se palatalizó a [c] y luego la secuencia fue reinterpretada como /tj/, que luego se africó a [t͡s].

##### Intervocálico
En el romance occidental, el /kj/ intervocálico generalmente tiene un resultado sordo (lo que implica que originalmente fue geminado), mientras que el /tj/ intervocálico puede tener un resultado sonoro. Se asume que este contraste de sonoridad resulta de la palatalización anterior de /tj/ en comparación con /kj/. Sin embargo, el /tj/ intervocálico también puede mostrar un resultado sordo idéntico al de /ttj/ o /kj/. Existen varias explicaciones propuestas para los resultados divergentes de /tj/ intervocálico en las lenguas romances occidentales. Una es que /tj// se geminó a /ttj/, solo en ciertas palabras, con ejemplos como el catalán plaça, que refleja *plattea < plateam. Otra teoría es que los resultados sordos resultaron de la confusión temprana entre /tj/ y /kj/, quizás en un momento en que [tʲ] o [c] eran realizaciones potenciales de cualquiera de las secuencias.
El resultado sonoro que normalmente se asocia con /tj/ se encuentra a veces en palabras que originalmente tenían /kj/ intervocálico, como en el portugués juízo < judicium y Galiza < gallaeciam.
| Rama                          | Idioma                                                                   | tj        | kj        |
| ----------------------------- | ------------------------------------------------------------------------ | --------- | --------- |
| Sardo                         | Campidanés~Sardo Central~Logudorés                                       | t͡ːs~θː~tː | t͡ːs~θː~tː |
| Lenguas romances occidentales | Friulano del oeste/norte                                                 | t͡ʃ        | t͡ʃ        |
| Lenguas romances occidentales | Friulano del este                                                        | s         | s         |
| Lenguas romances occidentales | Fassa                                                                    | t͡s        | t͡ʃ        |
| Lenguas romances occidentales | Comeliano                                                                | ð/θ       | θ         |
| Lenguas romances occidentales | Livinallongo                                                             | t͡s        | t͡ʃ        |
| Lenguas romances occidentales | Suprasilvano, subsilvano, supramirano, engadino (dialectos del romanche) | t͡s        | t͡ʃ        |
| Lenguas romances occidentales | Veneciano                                                                | (t)s~θ    | (t)s~θ    |
| Lenguas romances occidentales | Ligur                                                                    | s (t͡s)    | s (t͡s)    |
| Lenguas romances occidentales | Lombardo                                                                 | s         | s/ʃ       |
| Lenguas romances occidentales | Picardo                                                                  | ʃ         | ʃ         |
| Lenguas romances occidentales | Francés                                                                  | jz        | s         |
| Lenguas romances occidentales | Francoprovenzal                                                          | z (ʒ, θ)  | s (ʃ, θ)  |
| Lenguas romances occidentales | Auvernés, occitano                                                       | z         | s         |
| Lenguas romances occidentales | Catalán                                                                  | z/ð       | s         |
| Lenguas romances occidentales | Español                                                                  | θ         | θ         |
| Lenguas romances occidentales | Portugués                                                                | z         | s         |
| Otros                         | Rumano                                                                   | t͡s (t͡ʃ)   | t͡s (t͡ʃ)   |
| Otros                         | Vegliota                                                                 | s         | s         |
| Otros                         | Calabrés                                                                 | t͡ːs       | t͡ːs       |
| Otros                         | Toscano y corso                                                          | t͡ːs       | t͡ːʃ       |

##### Posconsonántico
Cuando está precedido por una consonante, /tj/ permaneció sordo en las lenguas romances occidentales. El desarrollo de /stj/ a [ʃʃ] en toscano probablemente avanzó mediante una etapa intermedia de *[ʃt͡ʃ].
| Idioma          | stj, skj | ptj, ktj, ttj, kkj | (n, r, l) + tj, kj |
| --------------- | -------- | ------------------ | ------------------ |
| Toscano         | ʃː       | (t͡ːs, t͡ːʃ)         | (t͡s, t͡ʃ)           |
| Francés         | js       | s                  | s                  |
| Español antiguo | t͡s       | t͡s                 | t͡s                 |

### /dj ɡj/
Intervocálicamente, las secuencias /dj ɡj/ pudieron fusionarse con /j/ en un temprano proceso de lenición. Uno de los primeros ejemplos de esto es la escritura ⟨aiutor⟩ para adiutor en los grafitis de Pompeya. /-dj-/ podía participar en esta fusión o sobrevivir el tiempo suficiente para desarrollarse en paralelo con /tj/.
Los resultados en muchas lenguas romances suelen explicarse reconstruyendo una etapa donde /dj ɡj/ en general (así como /ɡ/ antes de una vocal anterior) se fusionaron con /j/, que luego sufrió fortición (especialmente al inicio de una palabra o morfema), a menudo resultando en una africada como [d͡ʒ]. Algunas inscripciones muestran una alternancia entre las grafías ⟨i z zi di⟩, como en ⟨ziaconus⟩ para diaconus 'diácono' o ⟨oze⟩ para hodie 'hoy'.
La evidencia de la fortición de /j/ original incluye grafías como ⟨zerax⟩ para Hierax y ⟨zanvario⟩ para Ianuario, encontradas en inscripciones del siglo III d. C. La /j/ inicial parece haber permanecido como una aproximante palatal en el sur de Italia, algunos dialectos del sardo y (en algunos contextos) el castellano, lo que sugiere que la fortición a una africada o fricativa pudo no haberse completado en el latín tardío o en el protorromance. Sin embargo, es posible que el sur de Italia y el castellano no conservaran el valor original de /j-/ en latín, sino que más bien redescubrieron la semivocal a través de una lenición posterior (nótese que /ɡj/ intervocálico muestra el mismo resultado).
Algunos resultados de /dj ɡj/ y /j/:
- Los dialectos del sur de Italia muestran [j] para los tres.[34]

- El español muestra un resultado dividido para /j/ inicial en latín. Antes de /o/ y /u/ generalmente se convirtió en /j/, mientras que antes de /a/ y /e/ generalmente se convirtió en /y/ (pero se perdió en sílabas átonas).[35][Nota 6] El gascón cercano es similar. Intervocálicamente, /dj ɡj j/ se fusionaron; el resultado original probablemente fue una consonante palatal geminada [ʝʝ], que luego se simplificó junto con otras geminadas y se convirtió en la consonante escrita como ⟨y⟩ en el español moderno.[36] Esta se perdió después de una vocal anterior en el español antiguo, como en sedeam > sea, corrigiam > correa y peiorem > peor.[37] Después de una consonante, /dj/ se desarrolló en la africada sorda [t͡s] del español antiguo, como en hordeolum > orçuelo o verecundiam > vergüença (pero también vergüeña).[38]

- En rumano, /dj/ se convirtió regularmente en [z] (de un *[d͡z] anterior), como en miez 'núcleo' < medium.[6] Esto es distinto del resultado de /gj/ medial y /(j)j/.

- En el italiano estándar, /j/ y /ɡj/ resultan en [d͡ʒ] y /dj/ da ya sea [d͡ʒ] o [d͡z]. En posición intervocálica, los resultados son geminados. El resultado de /dj/ es siempre [d͡ʒ] al comienzo de una palabra y siempre [d͡z] después de una consonante[24] (con la excepción de [verˈɡoɲɲa] < verecundiam 'vergüenza'). Otros ejemplos incluyen diurnum > giorno [ˈd͡ʒorno] y hordeum > orzo [ˈɔrd͡zo]. Entre vocales, /dj/ generalmente da [dd͡ʒ], aunque también a veces [dd͡z].[24] Estos resultados parecen consistentes con una fusión inicial de /j/, /ɡj/ y /dj/ (inicial o intervocálico) como [j], seguido por una fortición de [j] a [d͡ʒ].[34]La razón de la variación en los resultados de /dj/ no es clara.[39]

- En el sardo, /dj/ parece haberse fusionado con /j/ en todos los contextos.[40]

- En francés, los resultados de /dj ɡj/ parecen consistentes con una fusión temprana en [j] en todas las posiciones, seguida por una fortición de [j] al inicio de una palabra o después de /r/, dando lugar al [ʒ] del francés moderno. Ejemplos incluyen diurnum > jour [ʒuʀ] y hordeum > orge [ɔʀʒ].[41] Sin embargo, esto es diferente del resultado usual de /rj/ original en francés. La secuencia /ndj/ evolucionó a [ɲ] (también el resultado usual de /nj/), como en burgundiam > Bourgogne y verecundiam > vergogne.[42]

| Rama                          | Idioma                   | Intervocálico | Intervocálico | Intervocálico | Inicio de la palabra | Inicio de la palabra |
| Rama                          | Idioma                   | ɡj            | j             | dj            | dj                   | j                    |
| ----------------------------- | ------------------------ | ------------- | ------------- | ------------- | -------------------- | -------------------- |
| Sardo                         | Campidanés               | ∅             | ∅             | ∅             | d͡ʒ                   | d͡ʒ                   |
| Sardo                         | Sardo central            | ∅             | j             | j             | j                    | j                    |
| Sardo                         | Logudorés                | ∅             | j             | j             | j/d͡ʒ/d͡z              | j/d͡ʒ/d͡z              |
| Lenguas romances occidentales | Friulano del oeste/norte | j/∅           | j/∅           | j/z           | ɟ/j/d͡ʒ               | j/(d)ʒ/d͡z            |
| Lenguas romances occidentales | Friulano del este        | j/∅           | j/∅           | j/z           | j/z                  | j/ʒ/z                |
| Lenguas romances occidentales | Fassa                    | j/∅           | ʒ             | z             | ʒ                    | ʒ                    |
| Lenguas romances occidentales | Comeliano                | j             | d/ð           | d/ð           | d/ð                  | d/ð                  |
| Lenguas romances occidentales | Livinallongo             | j             | j             | j/zʲ          | d͡ʒ                   | ʒ                    |
| Lenguas romances occidentales | Suprasilvano             | ɟ             | ɟ/j           | d͡z            | ɟ                    | ɟ                    |
| Lenguas romances occidentales | Subsilvano               | ɟ(ʒ)          | ɟ(ʒ)          | z             | ɟ                    | ɟ/ʒ                  |
| Lenguas romances occidentales | Supramirano              | d͡z            | d͡z            | d͡z            | d͡z                   | d͡z                   |
| Lenguas romances occidentales | Engadino                 | ɟ/j           | ɟ/j           | d͡z            | ɟ/j                  | ɟ/j                  |
| Lenguas romances occidentales | Veneciano                | (d)z~ð(~d)    | (d)z~ð(~d)    | (d)z~ð(~d)    | d͡ʒ/z                 | j/(d)z~ð(~d)         |
| Lenguas romances occidentales | Ligur                    | d͡z            | z(d͡z)         | d͡z            | d͡ʒ                   | z                    |
| Lenguas romances occidentales | Lombardo                 | z             | z             | ʒ/z           | z                    | (d)ʒ                 |
| Lenguas romances occidentales | Picardo                  | j             | j             | j             | ʒ                    | ʒ                    |
| Lenguas romances occidentales | Francés                  | j             | j             | j             | ʒ                    | ʒ                    |
| Lenguas romances occidentales | Francoprovenzal          | j             | j             | j/d͡z          | d͡z                   | d͡z                   |
| Lenguas romances occidentales | Auvernés                 | d͡z            | d͡z            | d͡z            | d͡z                   | d͡z                   |
| Lenguas romances occidentales | Occitano                 | ʒ             | ʒ             | ʒ             | ʒ                    | ʒ                    |
| Lenguas romances occidentales | Catalán                  | (d)ʒ          | (d)ʒ          | (d)ʒ          | (d)ʒ                 | (d)ʒ                 |
| Lenguas romances occidentales | Español                  | j/∅           | j/∅           | j/∅           | j                    | j/x                  |
| Lenguas romances occidentales | Portugués                | ʒ             | ʒ             | ʒ             | ʒ                    | ʒ                    |
| Otros                         | Rumano                   | j/∅           | j             | z             | ʒ                    | ʒ                    |
| Otros                         | Vegliota                 | d͡z            | j/∅           | d͡z            | d͡z                   | d͡z                   |
| Otros                         | Calabrés                 | j             | j             | j             | j                    | j                    |
| Otros                         | Toscano                  | d͡ːʒ           | d͡ːʒ           | d͡ːʒ, d͡ːz      | d͡ʒ                   | d͡ʒ                   |
| Otros                         | Corso                    | ɟ             | ɟ/j           | ɟ/d͡ːz         | ɟ                    | ɟ/d͡ʒ                 |

### /nj/
En el italiano central, italiano del sur y en las lenguas romances occidentales, el latín /nj/ se convirtió en [ɲ]. En el italiano central y del sur, esto ocurre como una geminada [ɲɲ] entre vocales. Se puede inferir una geminada también en el romance occidental temprano, basado en la evolución de las vocales precedentes.
En francés, algunas palabras muestran un resultado alternativo con la fricativa [ʒ], correspondiente a un original [d͡ʒ] en francés antiguo (y es idéntico al resultado regular de /mj/). Ejemplos incluyen lineum 'lino' > linge [lɛ̃ʒ],, extraneum > étrange 'extraño', y laneum > lange. Este resultado puede representar casos en que /j/ no palatalizó la /n/ precedente, sino que se fortaleció en una africada; alternativamente, se ha explicado como el resultado de la africación de una nasal palatalizada (mediante una secuencia de cambios como [nj] > [nʲ͜dʲ] > [nd͡ʒ]). También se ha sugerido que estas palabras son 'cultas', es decir, tomadas tempranamente del latín y sujetas a los cambios sonoros vernáculos /i e/ > [j] y [j] > [d͡ʒ]. En cuanto a la secuencia /mnj/, regularmente se desarrolló en [◌̃ʒ], similar a /mj/; compare el desarrollo regular de /mn/ a [mm] en palabras como somniculum > sommeil.
En el romance balcánico, /nj/ se convirtió en [ɲ], conservado en el arrumano y en el dialecto Banat del rumano. En rumano, [ɲ] se desnasalizó a [j] y luego fue eliminado frecuentemente, como en calcaneum, vineam > călcâi, vie 'talón', 'viñedo'. La geminada latina -nn- parece haber evolucionado también a [ɲ] antes de [i] (el único ejemplo claro es anni > rumano antiguo ai, luego reemplazado por el plural analógico ani), mientras que la -n- original se mantuvo antes de [i] (como en venire > veni, cani > câini), lo cual Barbato interpreta como una señal de que /nj/ fue geminada previamente (aunque no se palatalizó hasta que el contraste de longitud original entre -nn- y -n- fue reemplazado por un contraste fortis-lenis). Basándose en el desarrollo de las vocales precedentes, Sampson 1995 reconstruye una etapa inicial con una secuencia heterosilábica nasal + semivocal [ɲ.j] (conteniendo un archifonema nasal /N/) en el momento en que se produjo la nasalización y elevación de las vocales en el rumano temprano.
En sardo, el /nj/ original se desarrolló en un grupo de nasal y africada sonora, como en vineam > nuorés [ˈbind͡za], campidanés [ˈbind͡ʒa], logudorés [ˈbind͡za]. Un resultado similar se encuentra en algunas variedades del sur del corso, como en vineam  > [ˈvinɟa]. Al igual que en francés, los grupos de nasal + africada en sardo se han interpretado como resultado de un refuerzo de /j/ inicial en sílaba en /nj/ sin palatalización de la nasal o como resultado de una palatalización de /nj/ seguida de refuerzo del consonante palatalizado resultante.

### /lj/
La secuencia /lj/ produjo la lateral palatal [ʎ] en el romance occidental, así como en el sur y el centro de Italia. Como [ɲ], el resultado [ʎ] se gemina en el italiano central y del sur y fue geminado en el romance occidental antes de la simplificación general de geminadas en la mayoría de las lenguas de esa rama. En muchos casos, [ʎ] posteriormente se deslateralizó a /lj/.
En Iberia, [ʎ] se mantiene en aragonés y portugués, pero evolucionó a [j] en asturiano y a [ʒ] en español antiguo. En catalán, los resultados están divididos regionalmente: la mayoría de los dialectos orientales y todos los dialectos baleares tienen [j], mientras que los restantes dialectos (incluyendo el de Barcelona) tienen [ʎ]. En dialectos del centro y este de Iberia que mantuvieron [ʎ], esta consonante se fusionó con un [ʎ] posterior que se desarrolló a partir del latín /ll/; esto puede observarse en los dialectos catalanes mencionados, así como en navarroaragonés y algunas variedades occidentales del leonés.
En el romance balcánico, /lj/ dio lugar a *[ʎ] (aparentemente geminado en un principio). En rumano, se deslateralizó a [j], como en folia > *[ˈfɔʎa] > foaie 'hoja'. La etapa [ʎ] sobrevive en el dialecto Banat y en el arrumano.
En algunas variedades sardas, el resultado final de /lj/ es una africada sonora geminada, como en folia > logudorés [ˈfɔdd͡za] o campidanés [ˈfɔdd͡ʒa].Estos pueden interpretarse como el resultado de la palatalización de [l] seguida de africación de la lateral palatal resultante o de la fortificación de /j/ inicial en sílaba (como después de /n/) seguida de asimilación de la /l/ precedente, como en *[ˈfɔl.ja] > *[ˈfɔld͡za] > [ˈfɔdd͡za].. El dialecto de Cagliari tiene [ll], que probablemente se desarrolló mediante la des-palatalización de un antiguo [ʎʎ].

### /rj/
En el romance occidental, /rj/ se desarrolló universalmente mediante [rʲ] a [i̯r] (que también puede escribirse como [jr] e interpretarse como un caso de metátesis). El francés muestra este desarrollo, como en aire < aream y cuir < corium, así como un resultado alternativo /ʀʒ/, como en cereum > cierge y burrionem > bourgeon.
Las lenguas italorromances muestran varios resultados, incluyendo la pérdida de /r/, pérdida de /j/ y geminación a /rr/.
En el romance balcánico, [rʲ] parece haberse desarrollado en [rj], [r] y [j].
El /rj/ sobrevive como un grupo consonántico en el sardo, como en corium 'cuero' > nuorés [ˈkord͡zu], logudorés [ˈkord͡zu] y campidanés [ˈkord͡ʒu]; y también en algunas variedades del corso sureño, como en aream > [ˈarɟa].

### /sj/
El /sj/ intervocálico muestra los siguientes resultados:
- En portugués se convierte en [jʒ], como en caseum 'queso' > [ˈkejʒu][66] o basium > beijo 'beso'.[67]
- En español, el resultado se puede rastrear hasta un [jz] original. El [j] se combinó con la vocal precedente, formando diptongos que luego fueron modificados, y [z] eventualmente se sonorizó a [s]. Ejemplos de este desarrollo son queso < *[ˈkejzo] < *[ˈkajzo] < caseum y beso < *[ˈbejzo] < *[ˈbajzo] < basium.[68]
- En francés, /sj/ también se desarrolló a [jz], como en mansionem > maison 'casa',[69] probablemente a través de una etapa intermedia de una sibilante palatalizada como [zʲ]. El [j] se combinó con la vocal precedente, formando varios diptongos que luego se modificaron.
- En toscano, el /sj/ intervocálico se desarrolló primero a /ʃ/ o a veces a /ʒ/; estos finalmente se fusionaron con los fonemas /t͡ʃ d͡ʒ/ cuando estos desarrollaron los alófonos [ʃ ʒ] en posición intervocálica.[70][Nota 9] El italiano estándar hoy tiene una pronunciación uniforme de /t͡ʃ d͡ʒ/ como [t͡ʃ d͡ʒ] (sin [ʃ ʒ] intervocálico), probablemente resultado de la pronunciación ortográfica de hablantes fuera de Toscana.[71]
- En rumano, /sj/ se convirtió en [ʃ], como en caseum > caș 'queso'.[6]
- En Cerdeña y el sur de Italia, /sj/ se desarrolló a /s/[72](sonoro en algunas áreas a [z]). Ejemplos de este resultado son el sardo nuorés [ˈkazu] y el napolitano caso 'queso' < caseum.[73]

La geminada /ssj/ pudo desarrollarse en [ʃʃ], como en el florentino antiguo grascia < crassiam; este resultado también se encuentra en algunas variedades que muestran un resultado no palatal para /sj/ intervocálico, como en el napolitano avasciare 'bajar' < bassiare. Según Recasens, estos casos de desarrollos asimétricos podrían deberse a factores fonéticos que hacen que la palatalización sea menos favorecida para consonantes sonoras en comparación con las sordas. La secuencia /rsj/ podría tener un resultado similar, como en el toscano [roveʃˈʃaːre] < *reversiare; compárese con el desarrollo de rs a [ss] en dorsum > dosso (en italiano).

### Labial +/j/
La palatalización de las consonantes labiales es raramente documentada a nivel crosslingüístico, y existen diversas estrategias para evitarla, como la preservación del grupo [Cj], la geminación de la consonante antes de [j], la metátesis de [j] y el cambio de [j] a una consonante palatal. Todos estos resultados se encuentran en las lenguas romances.
En latín vulgar, -b- y -v- intervocálicas se fusionaron como [β]. Cuando este sonido iba seguido de [j], a veces se perdió o se deslabializó rápidamente, haciendo que [βj] produjera el mismo resultado que /j/ (y /dj ɡj/) en algunas palabras. Esto se observa en el francés ai (habeo) y dois (debeo), o en el español haya (de habeam) y el arcaico foya (de foveam). En un conjunto mayor de palabras, [βj] se mantuvo inicialmente pero experimentó desarrollos diversos en distintas lenguas romances.

#### Geminación
En italiano, [pj βj mj] intervocálicos muestran geminación de la consonante labial, lo que resulta en [ppj bbj mmj]. Ejemplos incluyen sapiat > [ˈsappja], rabiam > rabbia [ˈrabbja], habeat > abbia, caveam > gabbia, vindemiam > vendemmia.
En las lenguas romances occidentales, la aplicación de la geminación en los grupos labial + /j/ intervocálicos es inconsistente. Algunas formas, como el español jibia ('sepia') < sepiam, muestran los efectos de la lenición intervocálica en la consonante labial, lo que implica la ausencia de geminación. (Penny sugiere que probablemente jibia tiene un origen mozárabe más que un desarrollo castellano nativo).

#### Metátesis
El portugués presenta lo que tradicionalmente se describe como «metátesis» en las secuencias labial + /j/: es decir, parece que [j] se ha desplazado antes de la consonante labial. Ejemplos incluyen apium > aipo ('apio'), rabiam > raiva ('ira'), rubeum > ruivo ('pelirrojo') y novium > noivo ('novio'). Se ha argumentado que la consonante labial y el semivocal [j] no intercambiaron posiciones de forma abrupta, sino que experimentaron los siguientes cambios sonoros:
1. Primero, las secuencias labial + /j/ se fusionaron en consonantes labiales palatalizadas [mʲ pʲ bʲ vʲ]. Las grafías como ⟨mh vh bh⟩ pueden atestiguar el desarrollo inicial de estas consonantes palatalizadas en este contexto[83] (compárese con el uso actual en portugués de ⟨nh lh⟩ para /ɲ ʎ/).
2. Luego, se desarrolló un semivocal epentético [j] entre una vocal y una consonante labial palatalizada.
3. Finalmente, las consonantes labiales palatalizadas se despalatalizaron, convirtiéndose en labiales simples precedidas por un semivocal palatal (ahora fonémicamente distinto).

Parece que estos cambios ocurrieron entre el portugués antiguo y el medieval, en una etapa posterior a la palatalización y metátesis de  /sj/, /zj/ y /rj/ en el hispanorromance. La metátesis de /s z r/ + /j/ se encuentra regularmente en español y portugués, seguida por un cambio de [aj] a [ej], observable en palabras portuguesas como queijo, eira y queixar. En cambio, la metátesis de labial + /j/ ocurre regularmente en portugués pero no en español, y las palabras portuguesas afectadas muestran /aj/ sin cambios. La metátesis portuguesa de las secuencias labial + /j/ ocurrió lo suficientemente tarde como para afectar algunos casos de [j] secundario que se desarrollaron tras la lenición de una consonante intervocálica siguiente (como en limpidum > *[ˈlim.pjo] > limpho 'limpio' y comedo > *[ˈko.mjo] > coimo 'como'). En casos donde una consonante palatalizada seguía a otra consonante o a la vocal /i/ (por ejemplo, el portugués moderno limpo 'limpio'), el [j] original puede estar atestiguado solo de manera indirecta en el idioma moderno por su efecto de elevación de la vocal precedente (metafonía).
En español, las secuencias latinas labial + [j] no experimentaron metátesis sistemáticamente; el resultado general es simplemente una consonante labial seguida de [j]. Esto se observa en ejemplos como apium > apio ('apio'), rabiam > rabia ('ira'), rubeum > rubio ('rubio') y novium > novio ('novio'). Sin embargo, la metátesis de [pj] a [jp] se ve en dos verbos españoles: saber ('saber') y caber ('caber'). Este cambio se refleja en formas como sepa (< sapiat) y quepo (< capio). Wireback sostiene que, a diferencia del portugués, en español ocurrió una inversión abrupta de /pj/ a /jp/ en estas formas verbales debido a una analogía morfológica con las secuencias de vocal + /j/ presentes en los paradigmas de otros verbos.
El protorrumano muestra el desarrollo de un deslizamiento diptongal después de una vocal acentuada seguida por una secuencia original de consonante labial + semivocal palatal, como en scupio > rumano scuip, habeat > aibă y diffamiam > defaimă. El deslizamiento permaneció después de una sílaba átona, como en appropriare > apropia.

#### Fortalecimiento de deslizantes
En varias lenguas romances, las secuencias originales de labial + /j/ dieron lugar a oclusivas palatales (a veces acompañadas o seguidas por la pérdida de la articulación labial). Las oclusivas palatales podrían haberse desarrollado en este contexto mediante el fortalecimiento del componente deslizante palatal de las consonantes labiales palatalizadas.
- Algunas lenguas romances balcánicas, tras la escisión del protorrumano, muestran el desarrollo de pronunciaciones como [(p)kʲ~(p)tʲ~(p)t͡ʃ], [(b)ɡʲ~(b)dʲ~(b)d͡ʒ] y [mnʲ~nʲ] a partir de consonantes labiales seguidas de /j/ o /i/, como en /koˈpil/ [kopˈkʲil] 'niño'.[87] Estas parecen haber surgido de labiales palatalizadas como [pʲ bʲ mʲ] por la 'consonantificación' del deslizante final.[87]
- El provenzal antiguo muestra [ˈrobd͡ʒe] < rubeum y [ˈsapt͡ʃa] < sapiat, y el dialecto lombardo de Borno muestra [ˈbd͡ʒulk] < *bjulk 'paleto'.[50]
- El francés antiguo muestra [t͡ʃ] como el resultado habitual de /pj/; [d͡ʒ] como el resultado de /bj βj/; y [nd͡ʒ] como el resultado de/mj mbj mnj/. Estos corresponden al francés moderno [ʃ],  [ʒ] y [◌̃ʒ] respectivamente. Los siguientes ejemplos demuestran estos resultados: sepiam 'sepia' > seiche,[88] sapiam > sache,[89] rubeum 'rojo' > rouge,[90] caveam 'cueva' > cage,[90] salviam > sauge,[79] servientem > sergent,[79] simium 'mono' > singe,[91] cambiare > changer,[78] somnium > songe.[55] Las pronunciaciones del francés antiguo probablemente derivan de la simplificación de secuencias de labiales-africadas[92] como [pt͡ʃ bd͡ʒ md͡ʒ][93] o [vd͡ʒ].[90] Estas pudieron haberse desarrollado a partir de consonantes labiales palatalizadas mediante la consonantización del deslizante (como en el romance balcánico);[90] por ejemplo, [pʲ] > [pt͡ʃ] > [t͡ʃ]. Una explicación alternativa de los resultados del francés es que el latín /pj bj mj/ permaneció como grupos consonánticos, y luego el /j/ posconsonántico sufrió una fortificación (con la africada resultante asimilada en voz a la consonante precedente).[93]
- En napolitano (en el sur de Italia), /pj/ y /bj/ finalmente se convirtieron en africadas geminadas [tt͡ʃ dd͡ʒ] como en sepiam > seccia y rabiam > arraggia 'ira'.[74] Estas pudieron haberse desarrollado a partir de secuencias [pt͡ʃ bd͡ʒ]; una explicación alternativa es que las labiales palatalizadas geminadas [ppʲ bbʲ] fueron reinterpretadas como consonantes palatales debido a la similitud acústica.[74]

## /k ɡ/+ vocal anterior
/k ɡ/ fueron palatalizadas antes de /i e ɛ/ en todas las lenguas romances, excepto en ciertas variedades del sardo y del dálmata. La palatalización en este contexto puede fecharse alrededor del siglo V d. C., aunque es posible que haya ocurrido de manera independiente y en una fecha posterior en el romance oriental en comparación con el romance occidental. En rumano, a diferencia de la mayoría de las lenguas romances, la palatalización ocurrió después de la pérdida de [w] en secuencias de [kw] o [ɡw] + vocal anterior, de ahí las africadas en sânge, acel < sanguem, *eccum illum.
El dialecto ragusano del dálmata no mostró palatalización de /k ɡ/ antes de ninguna vocal. El dialecto veglioto del dálmata mostró la palatalización de /k/ a [t͡ʃ] antes de /i/, pero esto se argumenta que fue una innovación interna separada, y no un rasgo heredado común con otras variedades romances. También ocurrió antes del [j] de los diptongos, como en [munˈt͡ʃal] 'colina' < *[munˈkjel] < monticellum.

### /ɡ/
La palatalización de /ɡ/ antes de /i e ɛ/ pudo haber comenzado antes que la de /k/. Las evidencias epigráficas indican que en el latín del Imperio tardío, /ɡ/ intervocálico ya podría haberse perdido en algunas palabras donde ocurría entre vocales no posteriores, como en viginti, frigidus, digitus o legit, sagitta. Esto pudo haber comenzado tan pronto como en el siglo I a. C.
En la mayoría de las lenguas romances, la palatalización de /ɡ/ por una vocal anterior resultó en el mismo resultado que el de /dj ɡj j/. Las excepciones a esto incluyen el rumano y algunas variedades retorrománico.
Posconsonantal
- /nɡ/ antes de una vocal anterior podría evolucionar hacia una nasal palatal [ɲ(ɲ)] (fusionándose con el resultado de /nj/) o en una nasal seguida de una africada o fricativa, dependiendo del idioma o, a veces, de la palabra. El resultado regular de nasal + [ɡ] + vocal anterior es [ɲɲ] en casi toda Italia meridional; en contraste, los dialectos del norte de Italia muestran [nd͡z] o [nz], que probablemente se desarrollaron de un [nd͡ʒ] anterior.[102] En Toscana, se encuentran tanto [ɲɲ] como [nd͡ʒ]. Su distribución original parece haberse basado en la geografía, con [ɲɲ] en el este de Toscana (y en el florentino antiguo) y [nd͡ʒ] en el oeste.[102] Sin embargo, el florentino moderno tiene [nd͡ʒ], y el florentino antiguo muestra una mezcla de formas como piange junto a piagne 'él llora' y spegnere junto a spengere 'apagar'[102] < plangere, expingere.[103] La razón para el desplazamiento de [ɲɲ] por [nd͡ʒ] en florentino no está clara, pero puede haberse debido a la influencia del italiano del norte y de las regiones de Toscana donde [nd͡ʒ] era el resultado regular.[102] El italiano estándar, al igual que el florentino moderno, generalmente tiene [nd͡ʒ], con la excepción de spegnere. En español, /nɡ/ + vocal anterior muestra tres resultados posibles: español antiguo /nd͡z/ (español moderno /nθ/), como en gingivam > enzia > encía 'encía'; /ɲ/, como en ringere > reñir 'reprender'; y /n/, como en quingentos > quinientos.[104] El desarrollo a [ɲ] parece ser típico en los verbos.[105]
- Hay relativamente pocos ejemplos del resultado de [lɡ] antes de una vocal anterior en italiano[106] y español.[104] La secuencia -lig- en las formas verbales latinas colligit y exeligit se desarrolló de la misma manera que el [lj] original. Esto se ha citado como evidencia de que [lɡ] se desarrolló a [(ʎ)ʎ] antes de una vocal anterior, basado en la suposición de que -(l)lig- aquí sufrió síncope a [lɡ]; sin embargo, es posible que estos resultados reflejen en cambio la mencionada pérdida temprana de /ɡ/ intervocálico entre vocales no posteriores, seguida de un cambio de la vocal previa a un deslizante (lo que da lugar a [lj]).[Nota 12] Malkiel (1982) señala la escasez de ejemplos del resultado de [lɡ] + vocal anterior en el español antiguo y considera que sólo hay un ejemplo indirecto de su resultado, el verbo moderno asturiano esmucir, que se supone desciende de exmulgere a través de una etapa intermedia esmulzir.[107]
- /rɡ/ antes de una vocal anterior generalmente dio [rd͡z] en el español antiguo.[104] Alternativamente, podría reducirse a /r/; comparar las grafías del siglo XI ⟨ariento⟩ para argentum 'plata' y ⟨burçes⟩ para burgense.[108] En Toscana, el resultado es [rd͡ʒ], aparte (de nuevo) de ariento, una variante temprana de argento. En el sur de Italia, el resultado es [rj].[106]

### /k/
La palatalización de /k/ antes de /i e ɛ/ parece haber dado inicialmente lugar a una africada, ya sea [t͡ʃ] o [t͡s]. El resultado [t͡ʃ] se encuentra en italiano y rumano, mientras que [t͡s] o un derivado de este se encuentra en muchas lenguas romances occidentales y también en el arrumano. (Se mencionaron posibles razones para el resultado /t͡s/ anteriormente).
En el romance occidental, el /k/ intervocálico latino antes de una vocal anterior estuvo afectado tanto por la palatalización como por la sonorización, por lo que generalmente tuvo un resultado distinto al de un /k/ inicial o posconsonántico antes de /i e ɛ/.
| Rama                          | Idioma                   | k       | k       | ɡ       | ɡ         |
| Rama                          | Idioma                   | inicial | medial  | inicial | medial    |
| ----------------------------- | ------------------------ | ------- | ------- | ------- | --------- |
| Sardo                         | Campidanés               | t͡ʃ      | ʒ       | d͡ʒ      | ∅         |
| Sardo                         | Sardo central            | k       | k       | ɡ       | ɣ         |
| Sardo                         | Logudorés                | k       | ɣ       | ɡ       | ∅         |
| Lenguas romances occidentales | Friulano del oeste/norte | t͡ʃ      | ʒ       | (d)ʒ/z  | j/ʒ       |
| Lenguas romances occidentales | Friulano del este        | s       | z       | ʒ/z     | j/ʒ       |
| Lenguas romances occidentales | Fassa                    | t͡ʃ      | ʒ       | ʒ       | ʒ         |
| Lenguas romances occidentales | Comeliano                | θ       | ð       | d/ð     | d/ð       |
| Lenguas romances occidentales | Livinallongo             | t͡ʃ      | ʒ       | ʒ       | ʒ         |
| Lenguas romances occidentales | Suprasilvano             | t͡ʃ      | ʒ       | ʒ       | ɟ         |
| Lenguas romances occidentales | Subsilvano               | t͡ʃ      | ʒ       | ʒ       | ɟ/(ʒ)     |
| Lenguas romances occidentales | Supramirano              | t͡ʃ      | ʒ       | d͡ʒ      | d͡z        |
| Lenguas romances occidentales | Engadino                 | (t)ʃ    | ʒ       | ʒ       | ɟ/j       |
| Lenguas romances occidentales | Veneciano                | (t)s/θ  | z       | (d)z/ð  | (d)z/ð    |
| Lenguas romances occidentales | Ligur                    | s/(t͡s)  | ʒ       | z/(d͡z)  | z/(d͡z)    |
| Lenguas romances occidentales | Lombardo                 | (t)ʃ/s  | z       | (d)ʒ/z  | ʒ         |
| Lenguas romances occidentales | Picardo                  | ʃ       | z/(ʒ)   | ɡ       | j         |
| Lenguas romances occidentales | Francés                  | s       | jz      | ʒ       | j         |
| Lenguas romances occidentales | Francoprovenzal          | s/(θ)   | z/(ʒ)   | d͡z/(z)  | j         |
| Lenguas romances occidentales | Auvernés                 | s       | z       | d͡z      | (d)ʒ/d͡z   |
| Lenguas romances occidentales | Occitano                 | s       | z       | ʒ       | ʒ         |
| Lenguas romances occidentales | Catalán                  | s       | z/ð     | (d)ʒ    | (d)ʒ      |
| Lenguas romances occidentales | Español                  | θ       | θ       | j/∅     | j/∅       |
| Lenguas romances occidentales | Portugués                | s       | z       | ʒ       | ʒ/∅       |
| Otros                         | Rumano                   | t͡ʃ      | t͡ʃ      | d͡ʒ      | d͡ʒ        |
| Otros                         | Vegliota                 | t͡ʃi, ke | t͡ʃi, ke | d͡ʒi, ɡe | d͡ʒi, ɡ(e) |
| Otros                         | Calabrés                 | t͡ʃ      | t͡ʃ      | j       | j         |
| Otros                         | Toscano                  | ʃ       | ʃ       | d͡ʒ      | d͡ːʒ       |
| Otros                         | Corso                    | t͡ʃ      | t͡ʃ      | ɟ/d͡ʒ    | ɟ/j       |

#### Postconsonántico
Cuando está precedido por una consonante, /k/ permaneció sordo en el romance occidental (como en el portugués mercê de mercēdem). En algunos idiomas, /sk/ tiene un resultado especial. En portugués, /sk/ antes de una vocal anterior se convirtió en /ʃ/, como en feixe, peixe de fascem, piscem. En toscano, /sk/ + vocal anterior se convirtió en [ʃʃ] cuando era intervocálico y en [ʃ] en otros contextos (aparentemente a través de *[st͡ʃ] > *[ʃt͡ʃ] > [ʃʃ]).

## /k ɡ/ + /a/

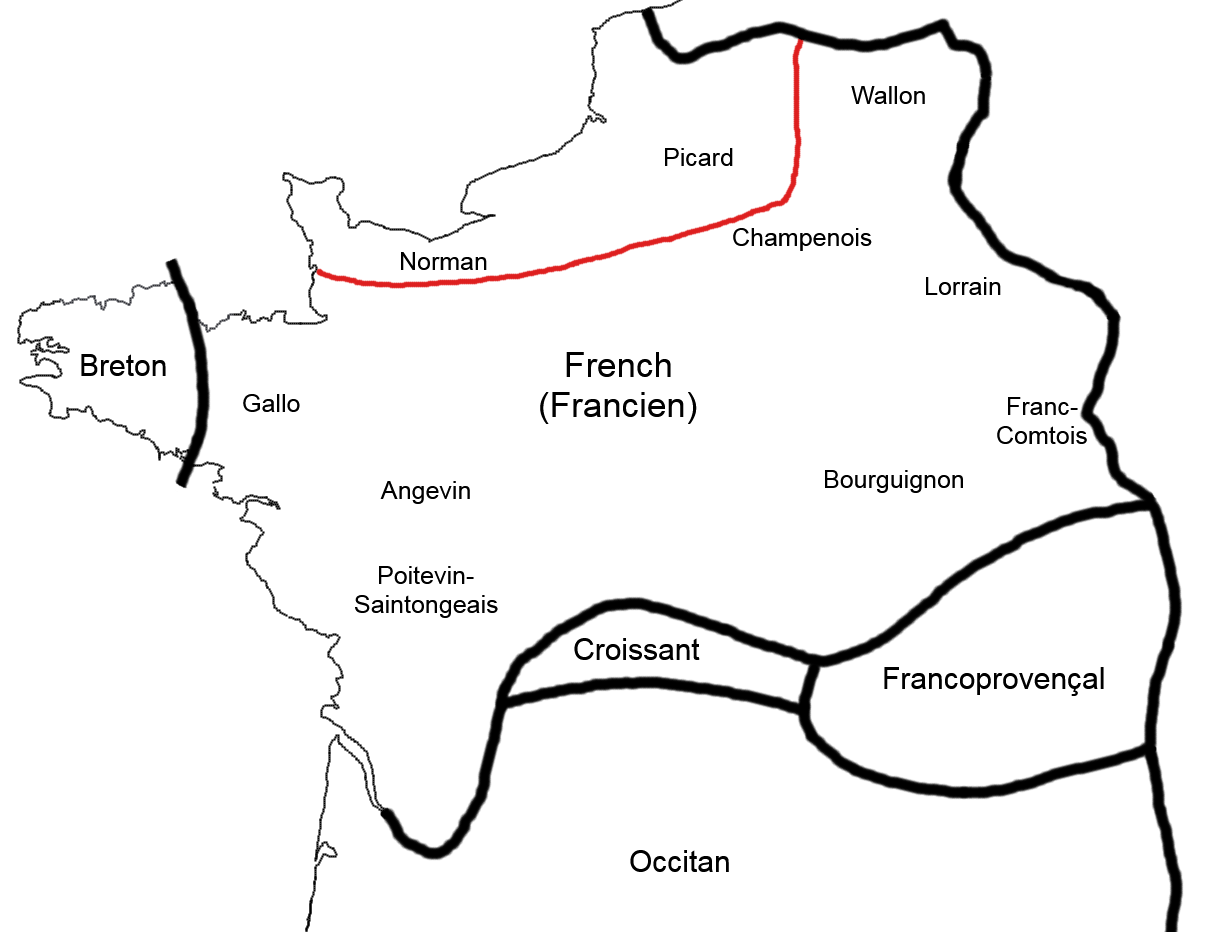
La línea Joret (en rojo). Las lenguas de oïl al sur o este de ella muestran resultados palatalizados de //ka ɡa//.

En algunas lenguas galorromances, /k ɡ/ llegaron a palatalizarse antes de la vocal original /a/. Se supone que esto ocurrió más recientemente que la palatalización antes de vocales anteriores altas y medias, y puede tener un resultado diferente. La palatalización y africación de /k/ antes de /a/ ocurrió en todos los dialectos centrales del francés, pero no en los dialectos normando y picardo situados al norte o al oeste de la línea Joret. No obstante, resultados como el picardo kièvre, kier < capram 'cabra', carum 'querido' muestran una especie de palatalización parcial antes de los resultados anteriores de /a/ en latín (coarticulación pero no africación). Por consiguiente, se ha sugerido que este fue el entorno original para la palatalización en otros dialectos del francés, en un momento en que el desplazamiento hacia adelante de la vocal original /a/ en este contexto todavía era alofónico, y que el fenómeno se extendió más tarde por analogía a cualquier secuencia velar + /a/. Otra teoría sugiere que /a/ en general podría haber sido una vocal anterior en ese momento, lo que la convertiría en un desencadenante de la palatalización. Esto coincide con el francés moderno, donde la consonante inicial en palabras como quatre 'cuatro' puede palatalizarse a [kʲ] o [c].
En francés, el original /k/ antes de /a/ evolucionó a un sonido escrito ⟨ch⟩ ([t͡ʃ] en francés antiguo y [ʃ] hoy), como en cantare 'cantar' > chanter /ʃɑ̃te/. Esto sigue siendo distinto del resultado de /k/ antes de /j/ y /i e ɛ/, como en centum 'cien' > cent /sɑ̃/. De manera similar, /ɡ/ antes de /a/ evolucionó a un sonido escrito ⟨j⟩ ([d͡ʒ] en francés antiguo y [ʒ] hoy), como en gambam > jambe /ʒɑ̃b/. Esto ocurrió aparentemente antes de la monoptongación general del latín au al francés o, ya que afectó palabras como causam > chose y gaudia > joie. La implicación es que la palatalización ocurrió antes de finales del siglo VIII, quizás tan pronto como a finales del siglo V o principios del siglo VI.
Este fenómeno también se encuentra en el occitano, donde está atestiguado desde los primeros textos en esta lengua. Los dialectos del norte tienden a mostrarlo, mientras que los del sur generalmente no, aunque ninguno de los dos grupos es uniforme en este aspecto, y la extensión geográfica de la palatalización varía considerablemente según el léxico. Su distribución, que muestra un claro debilitamiento de norte a sur, y los topónimos con aparente retención de /ka ɡa/ encontrados en áreas palatalizadoras del norte, sugieren que esta palatalización fue históricamente importada al occitano desde los dialectos del francés. Los resultados occitanos de /k ɡ/ palatalizados por /a/ varían según el dialecto; incluyen [t͡ʃ d͡ʒ], [t͡s d͡z], [s z] y, raramente, [θ ð]. Por ejemplo, el limosín [d͡ʒaˈlinɔ] < gallinam 'gallina' y el auvernés meridional [t͡sasˈtɛ(r)] < castellum 'castillo'.
Además del galorromance, la palatalización de /ka ɡa/ también se encuentra en el réticorromance y, de forma dispersa, en los dialectos del norte de Italia (galoitálico y veneciano). Esto a menudo se considera un origen común con el fenómeno mencionado en galorromance, pero también se ha sugerido que es un desarrollo independiente. Algunas variedades de friulano muestran resultados africados [t͡ʃ d͡ʒ], como en caballum > [t͡ʃaˈval] 'caballo' y gambam > [ˈd͡ʒambe] 'pierna', mientras que en el friulano central y norteño se encuentran resultados plosivos [c ɟ].

## Velar + coronal
El latín /ɡn kt ks/ produce reflejos palatalizados en gran parte de las lenguas romances. Según algunos estudios, esto resultó de la vocalización de la consonante velar, lo que generó un deslizamiento [j] que luego palatalizó la coronal siguiente (posiblemente fusionándose con ella). Alternativamente, se ha planteado que las pronunciaciones palatalizadas de estos grupos podrían haber surgido por una mezcla gestual en un punto donde la primera consonante aún no se había vocalizado.

### /ɡn/
El resultado más extendido de -gn- es [ɲ(ː)], idéntico al resultado de /nj/. Este es el caso en las lenguas romances occidentales (cf. español [ˈpuɲo], portugués[ˈpuɲu], catalán [ˈpuɲ] < pugnum) y en el toscano.
Algunos idiomas muestran en su lugar una secuencia de semivocal + /n/:
- [jn] en algunos dialectos del centro y sur de Italia.[132]
- [wn] en algunos dialectos del sur de Italia, como en [ˈliwna] ‘leña’ < ligna.[132] Esto se encuentra en un área más limitada que incluye Basilicata, el centro-sur de Puglia y el centro-norte de Calabria.[133]

El latín -gn- presenta resultados no palatalizados en rumano, donde evolucionó a [mn] (como en lignum > [ˈlemn] ‘madera’), y en el sardo, donde evolucionó a [nn] (como en lignum > [ˈlinnu]).
Los préstamos en albanés muestran una mezcla de resultados: a veces /ɲ/ como en denjë, shenjë < dignum, signum; a veces /n/ como en kunat~kunetën < cognatum; y a veces /ŋ/ como en peng < pignum.

### /kt ks/
En las lenguas romances occidentales, el latín intervocálico /kt ks/ evolucionó a [jt js]; [jt] pudo desarrollarse aún más hacia una africada como [t͡ʃ], y [js] se fusionó con el resultado de /ssj/, mostrando diversos resultados finales, incluyendo [ʃ].
- El francés muestra el original [jt js], con una posterior fusión de la semivocal con la vocal precedente. Estos también se encuentran a veces como resultados de /pt ps/, implicando una fusión de estos grupos con /kt ks/; este último cambio se atribuye a veces al galo.
- El español antiguo muestra [t͡ʃ] y [ʃ] (posteriormente, este último retrocedió a [x] en el español).[135] Sin embargo, /kt/ se convirtió en [t] en español cuando estaba precedido por la vocal [i] (del latín /iː/), como en frīctum > frito.[136]
- El portugués muestra [jt] y [jʃ].
- En el occitano, /kt/ puede resultar en [jt][137] o en una africada o fricativa como [t͡ʃ], [t͡s], [d͡ʒ], [s].[138] El resultado de /ks/ puede ser [js], [jʃ] or [ʃ].[137]
- Las lenguas retorromances muestran una división en el resultado de /kt/. Una africada o una oclusiva palatal se encuentra en el suprasilvano, subsilvano y la mayor parte del supramirano.[139] Los dialectos engadinos del romanche muestran [t](o en un puñado de palabras [c]), como en factum > /fat/;[139] el uso de [t] a veces se interpreta como un desarrollo secundario de [c] o como un resultado importado de Lombardía.[140] Las lenguas retorromances italianas muestran /t/ (como en italiano).[139] En ladino, /kt/ produce [t] y /ks/ generalmente produce [s], aunque también se encuentran resultados alternativos.[141] El desarrollo de las vocales antes de /kt ks/ en ladino sugiere la presencia original de una coda [j] o de palatalización en este contexto.[141]

Fuera de las lenguas romances occidentales, /kt ks/ del latín suelen tener resultados no palatalizados:
- En italiano, evolucionaron a [tt ss], como en [ˈfatto] < factum o [ˈasse] < axem.[132] Sin embargo, /ks/ parece haber evolucionado a [ʃʃ] en algunos casos aislados.[131] No está claro si ambos resultados son desarrollos indígenas del toscano.[142][Nota 18]
- En rumano, evolucionaron a [pt ps], como en [ˈfapt] < factum y [ˈkwapsə] < coxam.[132] Un resultado alternativo común de /ks/ es /s/, como en [ləˈsa] < laxare.[143] Originalmente, /ps/ también evolucionó ocasionalmente a /s/ en rumano.

Algunos préstamos en albanés muestran -ct- > /jt/ (como en directum > drejtë), lo que Orel atribuye a préstamos de una variedad balcánica occidental con el mismo desarrollo que las lenguas romance occidentales. Otros muestran el resultado /ft/ (como en luctam > luftë), con el velar cambiado a un labial, como en rumano.

#### /nkt/
La secuencia /nkt/ experimentó palatalización en gran parte del área de las lenguas romances occidentales. Una evolución como *[nçt] > *[nc] > *[ntʲ] puede reconstruirse para los resultados modernos [nt͡ɕ] (en algunas variedades del retorromance) y [nt͡ʃ] (en algunas variedades del occitano). Otra evolución alternativa como *[nçt] > *[ɲt] > [jnt]parece haberse producido en otras variedades del occitano y en el francés. Otras ramas del romance muestran resultados no palatalizados, predominantemente /nt/ (italiano, catalán, iberorromance) pero también /mt~nt/ (romance balcánico). Los resultados de sanctum 'santo' incluyen el occitano sanch, el francés saint, el catalán sant, el italiano-portugués-español santo y el antiguo rumano sămtu (moderno sânt).

### /ult uls/
En español, las secuencias latinas /ult uls/ muestran los mismos resultados palatalizados que /ukt uks/. Esto probablemente sea consecuencia de la velarización de /l/ en este contexto. Según Penny, /ul/ antes de /t s/ evolucionó a *[ou̯] y luego a *[oi̯]. Posteriormente, *[i̯] palatalizó la consonante siguiente, como en impulsat, multum > empuja, mucho. (Esto se bloqueó ante una consonante siguiente, como en vultur > buitre). De manera similar, el latín /ult/ dio lugar a [ujt] en aragonés (cf. ⟨scuitare⟩ por auscultare en las Glosas Emilianenses) y en portugués (cf. escuta < escuita < auscultat).

## Obstruyente + /l/
Las secuencias latinas /pl bl fl kl ɡl/ dieron lugar a reflejos palatalizados en numerosas lenguas romances. Esto probablemente comenzó cuando /l/ se convirtió alofónicamente en [ʎ] tras una consonante velar. El sistema resultante *[pl bl fl kʎ ɡʎ] subyace en el romance balcánico, el abruceño septentrional, el antiguo galoitálico y el antiguo veneciano.
Controvertidamente, los resultados en la mayoría del galorromance y el catalán también pueden rastrearse hasta este sistema subyacente, si se supone que siguió una reversión fonológica de /kl ɡl/ *[kʎ ɡʎ] a [kl ɡl] en posiciones fuertes, tras la lenición de *[kʎ ɡʎ] a [ʎ] en posiciones débiles. Esto contradice la visión tradicional de que el latín [kl ɡl] permaneció inalterado en posiciones fuertes desde el principio.
En el italorromance (exceptuando el abruceño septentrional), los resultados pueden rastrearse a un sistema *[pʎ bʎ fʎ kʎ ɡʎ] que probablemente se desarrolló del sistema descrito anteriormente mediante la generalización de [ʎ] tras obstruyentes. Esto también ocurre en un arco de dialectos del galorromance que rodean el norte de Francia, incluyendo la mayor parte del francoprovenzal.
En el iberorromance, /pl fl kl/ a menudo tienen resultados palatalizados, pero hay numerosas excepciones. Tradicionalmente, estas excepciones se han atribuido a préstamos o a una influencia «erudita» del latín, aunque también se ha sugerido que la discrepancia podría relacionarse con la frecuencia léxica, junto con factores como disimilación o evitación de homonimias. Los resultados de /bl ɡl/ son mixtos pero consistentemente no palatalizados en posición inicial.
La evidencia más temprana de la fusión española de /pl fl kl/ inicial palatalizados en un solo sonido aparece en documentos del siglo XI con formas como ⟨flosa⟩ por clausa, ⟨flano⟩ por plano y ⟨aflamaront⟩ por adclamaverunt.
| Idioma    | pl      | pl     | bl      | bl     | fl      | fl     | kl      | kl     | ɡl      | ɡl     |
| Idioma    | inicial | medial | inicial | medial | inicial | medial | inicial | medial | inicial | medial |
| --------- | ------- | ------ | ------- | ------ | ------- | ------ | ------- | ------ | ------- | ------ |
| Rumano    | pl      | pl     | bl      | bl     | fl      | fl     | kj      | kj     | ɡj      | ɡj     |
| Italiano  | pj      | ppj    | bj      | bbj    | fj      | ffj    | kj      | kkj    | ɡj      | ɡɡj~ʎʎ |
| Francés   | pl      | bl~pl  | bl      | bl     | fl      | fl     | kl      | ʎ > j  | ɡl      | ʎ > j  |
| Español   | ʎ       | βl     | l       | ʎ~βl   | ʎ       | ʎ~pl   | ʎ       | ʒ > x  | l       | ʒ > x  |
| Portugués | ʃ       | bɾ     | l       | ʎ~l    | ʃ       | ʃ      | ʃ       | ʎ      | l       | ʎ      |

### Posconsonántico
Después de una consonante, el español y el portugués muestran la palatalización del latín /pl fl kl/ a la africada sorda [t͡ʃ], como en español amplum > ancho (ancho), inflare > hinchar (hinchar) y masculum > macho (macho) (en portugués ancho, inchar, macho; la ⟨ch⟩ en portugués evolucionó de [t͡ʃ] a [ʃ]). También hay algunos casos en español de /ɡl/ palatalizado en posición posconsonántica, como en ungulam > uña (cf. el mozárabe اونيا, es decir, unya, atestiguado en el siglo X). En contraste, /kl ɡl/ posconsonánticos muestran resultados no palatalizados en francés y catalán, como en masculum > francés mâle, catalán mascle, y ungulam > francés ongle, catalán ungla.

### Intervocálico /kl ɡl/
En las lenguas galorrománicas e iberorrománicas, /kl ɡl/ intervocálico evolucionó a [ʎ], fusionándose con el resultado de /lj/. Existen explicaciones en competencia para este cambio: una es /kl/ > [kʎ] > [çʎ] > [ʎ], y otra es /kl/ > [çl] > [jl] > [jʎ] > [ʎ](esta última paralela al desarrollo de /-kt ks-/).
En italiano y rumano, /kl/ intervocálico muestra una pérdida de la articulación lateral en lugar de la pérdida de la oclusiva original, como en oculum > italiano occhio ("ojo", con /kkj/) o auriculam > rumano ureche "oreja" (con /c/).
En friulano, el resultado general de /kl/ intervocálico es /l/, aunque en varias palabras aparece /ɡl/, a veces en variación con /l/. Se ha propuesto que estas diferencias pueden explicarse por el acento en la palabra, pero los datos parecen demasiado inconsistentes para apoyar esta hipótesis. En ladino, /kl/ intervocálico se conservó en los dialectos de Sol y Non; se sonorizó a /ɡl/ en el dialecto de Fodom; y (quizás bajo influencia germánica) se transformó en /dl/ en los dialectos de Gardena, Badia y Marebbe.

## /ll nn/ y /l n/ iniciales

### /ll l-/
El /ll/ latino se palatalizó a [ʎ] en asturiano, leonés, español, aragonés y catalán. Este cambio parece haber sido un desarrollo relativamente tardío. En algunas áreas, este [ʎ] se fusionó con el mismo resultado de /lj/ latino (y /kl ɡl/).
En catalán, así como en algunos dialectos occidentales del asturiano, el /l/ inicial también se palatalizó a [ʎ]. En otros dialectos occidentales del asturiano y también en el leonés, existen una variedad de resultados que se agrupan bajo el término «che vaqueira». La evidencia más temprana de la palatalización de /l-/ se encuentra en documentos del siglo X del Reino de León, que muestran formas como ⟨lliueram⟩ y ⟨llexastis⟩ para libram y laxavistis.

### /nn n-/
El /nn/ latino se palatalizó en la misma área que el /ll/. Cf. annum 'año' > asturleonés a[ɲ]u, español a[ɲ]o, aragonés a[ɲ]o y catalán a[ɲ].
La palatalización del /n/ inicial a [ɲ] también se encuentra en asturleonés.

## Efectos morfológicos

### Verbos
La presencia original de [j] o una vocal anterior en algunas conjugaciones, pero no en otras, dio lugar a patrones de alternancia entre diferentes raíces para las combinaciones de persona y número. Estas alternancias fueron frecuentemente objeto de armonización morfológica, aunque también podrían haberse extendido por analogía a verbos con etimologías diferentes; estas tendencias en competencia a menudo resultaron en formas verbales irregulares.
Los resultados del verbo colligo (discutido anteriormente) ofrecen ejemplos de armonización y extensión analógica. En español, inicialmente se desarrolló como cuelgo, pero luego se cambió bajo la influencia de la forma coge a coxgo, que en el español moderno ha sido completamente nivelado a cojo.
En italiano, el [lɡ] encontrado en las formas colgo, scelgo < colligo, exeligo fue extendido por analogía a algunas formas verbales que originalmente tenían [lj], como doleo > doglio (por cambio regular) y dolgo (por analogía), salio > salgo (por analogía) y valgo.

### Sustantivos
En rumano, la terminación plural masculina /-i/ y la femenina /-e/ palatalizan regularmente una consonante velar precedente. Por ejemplo, los plurales de [koˈleɡ] y [koˈleɡə] ('colega', masculina y femenina respectivamente) son [koˈled͡ʒʲ] y [koˈled͡ʒe].
El plural masculino italiano /-i/ también lo hace a menudo, pero esto no es sistemático; compare las formas alternadas [aˈmiko]~[aˈmit͡ʃi]  'amigo(s)' con el plural no alternado [ˈbaŋko]~[ˈbaŋki] 'escritorio(s)'.

## Efectos ortográficos

### Ortografía de las consonantes palatalizadas
En algunos casos, la ortografía de las consonantes palatalizadas simplemente se mantuvo igual que la de los sonidos o secuencias latinas de los que se originaron. Por ejemplo, en español ⟨ll⟩ representa la lateral palatal [ʎ] (que a menudo se desarrolló a partir de ⟨ll⟩ en latín, como en castillo [kasˈtiʎo] < castellum) y ⟨ñ⟩ (originalmente una versión abreviada de ⟨nn⟩) representa la nasal palatal [ɲ] (que a menudo se desarrolló a partir de /nn/ en latín, como en caña [ˈkaɲa] < canna). Ortografías como estas podían extenderse a palabras donde las consonantes palatalizadas tenían otros orígenes etimológicos, como en llama 'flama' < flamma y señor 'señor' < seniorem. En algunos casos, una convención ortográfica pasó más allá de su idioma de origen, como en el uso de ⟨ll⟩ para [ʎ] en gallego (cf. filla [ˈfiʎa] < filiam), aunque el gallego nunca cambió el /ll/ latino a /ʎ/.
De manera similar, la palatalización histórica de /k ɡ/ antes de vocales anteriores es responsable de que las letras ⟨c g⟩ representen diversos sonidos 'suaves' cuando se escriben antes de una vocal anterior (en francés y portugués [s ʒ], en italiano y rumano [t͡ʃ d͡ʒ]). Esto se extendió al inglés a través del francés antiguo y reemplazó el uso del inglés antiguo de las letras ⟨c g⟩. Para representar [t͡ʃ d͡ʒ] antes de una vocal posterior, el italiano usa ⟨c g⟩ seguido de una ⟨i⟩ muda, como en oncia /ˈont͡ʃa/ < unciam. Esto puede llevar a ambigüedad ortográfica con préstamos aprendidos del latín, donde ⟨i⟩ representa una verdadera /i/; cf. el préstamo astrologia /astroloˈd͡ʒia/ y el nativo Perugia /peˈrud͡ʒa/.
El ⟨i⟩ latino (que finalmente se convirtió en una letra separada, ⟨j⟩) se generalizó en varios idiomas como un medio para representar [d͡ʒ] o [ʒ].
El ⟨z⟩ latino, originalmente limitado a palabras de origen griego, se generalizó como un medio para representar [d͡z] como en el caso del antiguo español fazer [haˈd͡zeɾ] < facere. En italiano, la misma ortografía también se aplicó a [t͡s] (a pesar de la ambigüedad resultante), como en pozzo [ˈpott͡so] < puteum. En la península ibérica, la letra ⟨ç⟩ (originalmente una variante de ⟨z⟩) comenzó a usarse para [t͡s], como en el antiguo gallegoportugués praça [ˈpɾat͡sa] < plateam; esta práctica también se extendió a Francia e Italia. El grafema ⟨ç⟩ llegó a reinterpretarse como una versión de ⟨c⟩ con un diacrítico que marcaba su pronunciación 'suave' en contextos en los que de otro modo se pronunciaría 'dura' (en las combinaciones ⟨ça ço çu⟩ o al final de una palabra).

### Ortografía del velar + vocal anterior
Tras la palatalización de /k ɡ/ antes de vocales anteriores, muchos idiomas románicos simplificaron /kw ɡw/ a /k ɡ/ en este contexto, creando nuevas secuencias de /k ɡ/ + vocal anterior. Como resultado, en varios idiomas las ortografías latinas ⟨qu gu⟩ se reinterpretaron como un medio para indicar que una consonante era velar a pesar de estar seguida por una vocal anterior. Así, por ejemplo, sequire > portugués seguir /seˈɡiɾ/, con ⟨qu gu⟩ también extendido a palabras que nunca tuvieron un /w/, como en vaqueiro /vaˈkejɾu/ < vaccarium.
El italiano, que a menudo retuvo el /w/ latino en ese contexto (cf. seguire [seˈɡwire] < sequire), no terminó utilizando ⟨qu gu⟩ para /k ɡ/ + vocal anterior. En su lugar, adoptó la práctica latina erudita de usar ⟨ch⟩ para indicar /k/ (sin importar el sonido siguiente) y añadió analógicamente ⟨gh⟩ para /ɡ/. Así, chiedere [ˈkjɛdere] < quaerere o ghiro [ˈɡiro] < glirus.

### Alternancias ortográficas
En muchos casos, las vocales anteriores que ocurrían en los sufijos de sustantivos o verbos no provocaron la palatalización de una consonante velar precedente. Este es el caso general del subjuntivo presente en los dialectos italoccidentales, lo que da lugar a alternancias ortográficas como las que se observan en catalán toca 'él toca' versus toqui '[que] él toque', pronunciadas [ˈtɔkə] y [ˈtɔki] respectivamente. En italiano, tales alternancias ocurren no solo en verbos, sino también en sustantivos, ya que las consonantes velares a menudo permanecen no palatalizadas antes del sufijo plural masculino /-i/ y siempre antes del sufijo femenino /-e/. Así, los plurales de luogo 'lugar' y amica 'amiga' son luoghi y amiche, pronunciados [ˈlwɔɡi] y [aˈmike].
| Sonido                 | Portugués | Español  | Catalán         | Francés     | Italiano | Rumano     |
| ---------------------- | --------- | -------- | --------------- | ----------- | -------- | ---------- |
| /t͡s/                   | ⟨cᶠᵛ ç⟩†  | ⟨cᶠᵛ ç⟩† | ⟨cᶠᵛ ç⟩†        | ⟨cᶠᵛ ç z⟩†  | ⟨z ç†⟩   | ⟨ț ц†⟩     |
| /s/ (no del latín /s/) | ⟨cᶠᵛ ç⟩   | ∅        | ⟨cᶠᵛ ç⟩         | ⟨cᶠᵛ ç⟩     | ∅        | ∅          |
| /θ/                    | ∅         | ⟨cᶠᵛ z⟩  | ∅               | ∅           | ∅        | ∅          |
| /d͡z/                   | ⟨z⟩†      | ⟨z⟩†     | ⟨tz⟩            | ⟨z⟩†        | ⟨z⟩      | ⟨ḑ дз ѕ⟩†  |
| /z/ (no del latín /s/) | ⟨z⟩       | ∅        | ⟨z⟩             | ⟨s z⟩       | ∅        | ⟨z з†⟩     |
| /t͡ʃ/                   | ⟨ch⟩†     | ⟨ch⟩     | ⟨-ig⟩           | ⟨ch⟩†       | ⟨cᶠᵛ⟩    | ⟨cᶠᵛ ч†⟩   |
| /ʃ/                    | ⟨x ch⟩    | ⟨x⟩†     | ⟨(i)x⟩          | ⟨ch⟩        | ⟨scᶠᵛ⟩   | ⟨ș ш†⟩     |
| /d͡ʒ/                   | ⟨gᶠᵛ j⟩†  | ∅        | ⟨gᶠᵛ† j† tg tj⟩ | ⟨gᶠᵛ j⟩†    | ⟨gᶠᵛ⟩    | ⟨gᶠᵛ џ†⟩   |
| /ʒ/                    | ⟨gᶠᵛ j⟩   | ⟨gᶠᵛ j⟩† | ⟨gᶠᵛ j⟩         | ⟨gᶠᵛ j⟩     | ⟨ᵛsgⁱ⟩†  | ⟨j ж†⟩     |
| /x/                    | ∅         | ⟨gᶠᵛ j⟩  | ∅               | ∅           | ∅        | ∅          |
| /ʎ/                    | ⟨lh⟩      | ⟨ll⟩     | ⟨ll ly†⟩        | ⟨(i)ll(i)⟩† | ⟨gli⟩    | ⟨ʌᶠᵛ†⟩     |
| /ɲ/                    | ⟨nh⟩      | ⟨nn† ñ⟩  | ⟨ny⟩            | ⟨gn⟩        | ⟨gn⟩     | ⟨ɴᶠᵛ†⟩     |
| /k/ᶠᵛ                  | ⟨qu⟩      | ⟨qu⟩     | ⟨qu k†⟩         | ⟨qu k† ch†⟩ | ⟨ch⟩     | ⟨ch k† к†⟩ |
| /ɡ/ᶠᵛ                  | ⟨gu⟩      | ⟨gu⟩     | ⟨gu⟩            | ⟨gu⟩        | ⟨gh⟩     | ⟨gh g† г†⟩ |